# زبان اشاره مکزیکی
زبان اشاره مکزیکی زبان اشاره‌ای است که توسط ناشنوایان و کم شنوایان در مکزیک استفاده می‌شود.